# Код Удемана
Код Удемана — опис полів шахівниці поєднанням приголосної та голосної букв латинського алфавіту; цю нотацію запропонував американський шахіст Луїс Удеман 1882 року. Застосовується для передачі ходів у змаганнях по телефону, телеграфу або радіо.

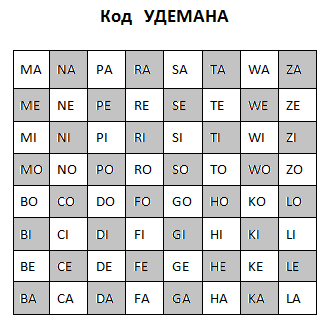
Удемана код

У радіо- або телеграмі вказуються шахові поля пересування фігури (пішаки); під час рокірування — хід короля( 5. 0 - 0 GAKA).  На початку свого повідомлення кожна сторона повторює, як це прийнято в заочних змаганнях, отриманий хід партнера, а потім вказує свій. Наприклад, початкові ходи іспанської партії виглядають у записі коду Удемана таким чином:
| № | Алгебраїчна нотація | Код Удемана          |
| - | ------------------- | -------------------- |
| 1 | e2—e4 e7—e5         | GEGO SESO            |
| 2 | Кg1—f3 Кb8—c6       | SESO KAHI, KAHI NAPI |
| 3 | Сf1—b5 a7—a6        | NAPI HANO, HANO MEMI |

При перетворенні пішака у фігуру, наприклад 33. с7 - с8Ф за кодом Удемана записується так: 33. PEPAFA